# Ponte Real Ferdinando

Il ponte come appariva prima di essere distrutto

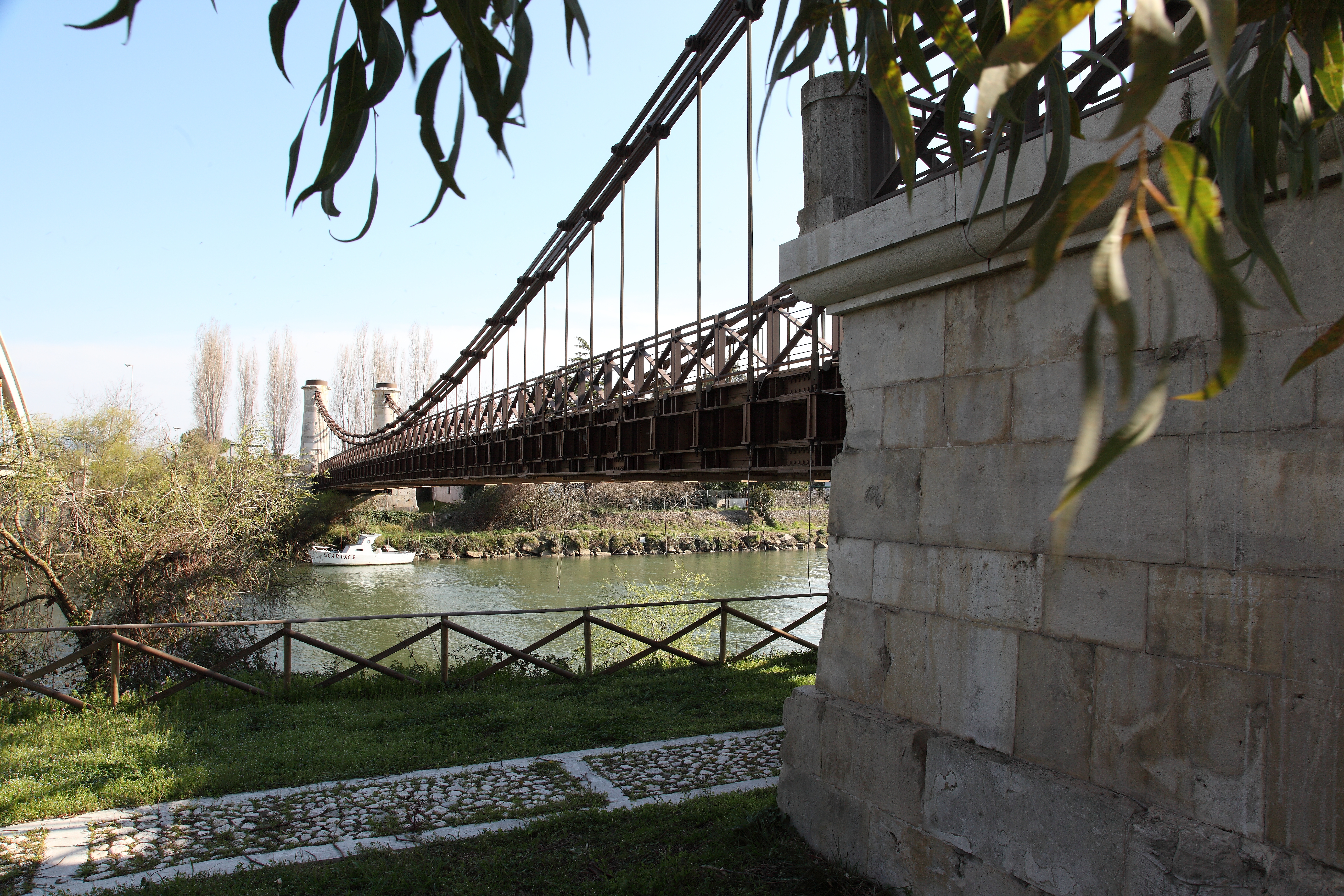
Il ponte come appare oggi

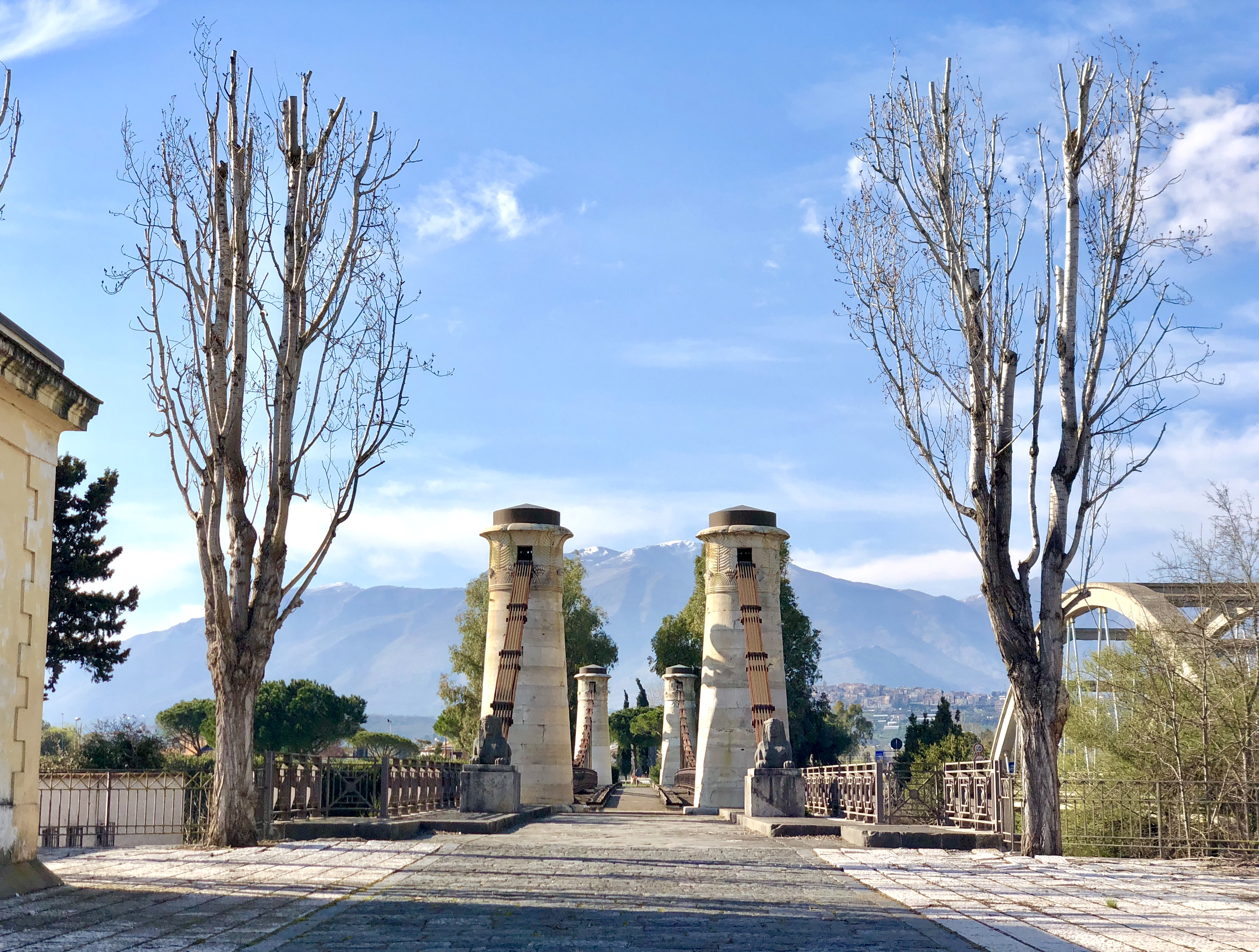

Il ponte Real Ferdinando (detto anche ponte Ferdinandeo), è un'opera architettonica sospesa sul fiume Garigliano situato nei pressi del Parco archeologico di Minturnae (Minturno), e nel comune di Sessa Aurunca. (Parco Regionale Roccamonfina-Foce Garigliano) sul confine fluviale che dal 1927 separa la regione Campania dalla regione Lazio. Fu così intitolato in onore di Ferdinando II delle Due Sicilie.
Realizzato tra il 1828 e il 1832 su progetto di Luigi Giura, fu il primo ponte sospeso a catenaria di ferro realizzato in Italia e uno tra i primi nel mondo, mentre il primato assoluto europeo spetta alla Gran Bretagna con il Dryburgh Abbey Bridge del 1817. 
Fu esempio di architettura industriale del Regno delle Due Sicilie che dal punto di vista tecnico costruttivo era per quei tempi all'avanguardia in Europa e nel mondo.
Con la dichiarazione di notevole interesse del 29 ottobre 1985, espressa ai sensi della Legge 1 giugno 1939 n. 1089, è stata confermata la tutela del bene culturale.

## L'idea
La primogenitura dell'idea di un ponte sospeso in ferro la si deve allo spirito poliedrico e innovatore di Carminantonio Lippi che avanzò la proposta in una serie di cinque memorie, la prima delle quali risale al 1817.
L'idea del Lippi risultava anticipatrice sia per la tipologia che per l'utilizzo del ferro quale materiale costruttivo primario. L'idea, pur sostenuta dal proverbiale spirito battagliero dello scienziato proponente, inizialmente non ebbe però sufficiente credito. Il Lippi, «[...] in qualità di esperto mineralogista e grazie ai viaggi che un decennio prima aveva condotto nell'Europa settentrionale, colse con largo anticipo rispetto all'ambiente scientifico italiano, le reali potenzialità del ferro nel campo dell'edilizia, mostrando al contempo una notevole sagacia imprenditoriale.»

Quella del Lippi, fu un'ipotesi di ricerca che gli ingegneri del Corpo borbonico di Ponti e Strade non seppero cogliere in quegli anni. L'ingegner Ignazio Stile, incaricato della relazione, utilizzando argomentazioni speciose, riuscì addirittura a bollare la tipologia come retrograda, in quanto espressione tecnologica di civiltà da lui considerate culturalmente arretrate (il riferimento è al Perù con ponti di corda degli Inca e ai ponti tibetani della Cina himalayana). Ecco come l'ingegner Stile si esprimeva negativamente sul progetto: 
(Citazione dalla relazione congressuale del prof. Roberto Parisi al congresso TICCIH del 2006)
Nel 1825, l'ingegner Luigi Giura, riprendendo l'innovativa idea della realizzazione del ponte sospeso, così recisamente accantonata, scelse come modello di riferimento, in un primo momento, il ponte dell'Unione sul fiume Tweed (1820) presso Paxton in Scozia, anche per il successo che tale struttura aveva riscosso nell'ambiente culturale napoletano (come testimoniano i trattati di architettura di Francesco de Cesare e di Nicola d'Apuzzo). Nel 1828, dopo numerosi viaggi condotti in Inghilterra e in Francia, presentò un progetto differente dalla prima ipotesi e che faceva riferimento, apportandone numerose variazioni, al "Pont des Invalides" di Parigi, che presentava difetti di stabilità prima ancora di essere portato a termine.
Infatti, prima della costruzione di quello borbonico, in Europa c'erano già dei ponti sospesi a catene di ferro che si presentavano affidabili. In particolare vi erano già quattro ponti di questo tipo costruiti in Gran Bretagna: Dryburgh Abbey Bridge (1817), Union Bridge (1820), Menai Bridge (1826), Marlow suspension bridge (1829-1832), a cui si aggiunge ed uno costruito in Germania, il Chain Bridge a Norimberga (1824). 

## Il progetto e la realizzazione
Su incarico di Francesco I di Borbone, padre di Ferdinando II, la progettazione fu affidata all'ingegner Luigi Giura, che ne diresse anche l'esecuzione. Sostituì la fragile scafa risolvendo, almeno per un secolo, l'attraversamento del fiume.
Il ponte ha una luce netta di 80,40 metri misurata tra gli assi dei piloni. Tenendo conto anche della lunghezza delle due rampe di avvicinamento che collegano i blocchi di ancoraggio delle catene con i piloni (ciascuna di circa 24 metri), il ponte ha una lunghezza complessiva di 128 metri. Il sistema di sospensione è costituito da due coppie di catene distanziate tra di loro 5,80 metri.
I lavori furono iniziati nel 1828 e terminati il 30 aprile 1832: l'inaugurazione alla presenza del re avvenne dieci giorni dopo, il 10 maggio 1832: il sovrano si pose al centro della campata e ordinò che sul ponte passassero due squadroni di lancieri al trotto e ben sedici traini d'artiglieria.
I componenti costruttivi metallici erano stati prodotti nelle ferriere calabresi di Razzona di Cardinale, di proprietà del generale Carlo Filangieri, principe di Satriano e duca di Cardinale. La spesa fu di 75 000 ducati, a carico del regno.

## La distruzione e il restauro
Il 14 ottobre 1943 la campata fu minata in due punti e fatta esplodere dall'esercito tedesco, attestato lungo la linea Gustav e in ritirata verso Roma dopo l'armistizio. Tuttavia i piloni e le relative basi non subirono danni irreparabili.
Il ponte è stato restaurato con un progetto di archeologia industriale finanziato dalla Comunità Europea per l'interessamento dell'europarlamentare Franco Compasso. Nonostante il restauro sia terminato nel 1998, è stato inaugurato provocatoriamente e simbolicamente dal presidente dell'Eureka Club Giuseppe Fellone e dal gruppo Borboni di terra Aurunca il 10 settembre 2001.